# Marquesado de Bajamar
El marquesado de Bajamar es un título nobiliario español creado por el rey Carlos IV en favor de Antonio de Porlier y Sopranis, fiscal del Consejo de Indias, secretario del Despacho Universal de Gracia y Justicia de Indias etc., mediante real decreto del 1 de marzo de 1791 y real despacho otorgado once días después, el 12 de marzo del mismo año.
Su nombre hace referencia a la localidad española de Bajamar, en la isla de Tenerife, provincia de Santa Cruz de Tenerife, donde la familia Sopranis poseía desde varias generaciones una hacienda y una ermita dedicada al pro mártir San Esteban.

## Marqueses de Bajamar
|                        | Titular                                          | Periodo                |
| Creación por Carlos IV | Creación por Carlos IV                           | Creación por Carlos IV |
| ---------------------- | ------------------------------------------------ | ---------------------- |
| I                      | Antonio Porlier y Sopranis                       | 1791-1813              |
| II                     | Esteban de Porlier y Sáenz de Asteguieta         | 1814-1836              |
| III                    | Antonio Domingo de Porlier y Sáenz de Asteguieta | 1837-1839              |
| IV                     | Donato de Porlier y Miñano                       | 1840-1850              |
| V                      | Antonio José Porlier y Miñano                    | 1859-1885              |
| VI                     | Antonio Polier y Lasquetty                       | 1886-1941              |
| VII                    | Antonio Ignacio de Porlier y Ugarte              | 1950-1973              |
| VIII                   | Antonio Francisco de Paula de Porlier y Jarava   | 1974-2024              |

## Armas
En campo de azur, dos cabezas de jabalí, afrontadas, de oro, con ojos fúlgidos, de plata; en jefe un creciente, de plata, y en punta, una cabeza de ciervo, de oro.

Ampelio Alonso de Cadenas y López, Adolfo Barredo de Valenzuela, en Títulos Nobiliarios españoles vinculados con Hispanoamérica y su Heráldica.

## Concesión
La concesión del marquesado a Antonio de Porlier y Sopranis tuvo lugar por real cédula del rey Carlos III el 1 de marzo de 1791. Ese mismo día, el conde de Floridablanca se dirigió a él para comunicarle que el monarca «se ha servido hacer a V.E. merced de título de Castilla para sí, sus hijos, herederos y sucesores, libre de lanzas y media annata perpetuamente»; igual cometido realizaba el conde de Campomanes, quien le informó de la dicha merced a fin de que pudiese «solicitar los despachos correspondientes de la Secretaría de la Cámara». El conde de Floridablanca volvió a escribir a Porlier el 12 de marzo, dándose por enterado de que había elegido la denominación de Bajamar. Seis días después, el día 18, el beneficiario de esta merced se dirigió al marqués de Villena para comunicarle su decisión:

Excmo. Sr: Habiendo debido a la piedad del Rey la gracia de Título de Castilla, he tomado la denominación de Marqués de Bajamar; y lo participo a V.E. para su inteligencia por lo tocante a mi firma en lo sucesivo.

Carta de Antonio de Porlier y Sopranis al marqués de Villena, fechada en Palacio, 18 de marzo de 1791 (AGP, Sección personal, Caja 12.999, expediente 7).

Por su parte, la Gaceta de Madrid hizo pública la concesión en su edición del martes 15 de marzo:

Consecuentemente a la merced de título de Castilla que la dignación de S.M. tuvo a bien dispensar al Excmo. Sr. D. Antonio Porlier, del Consejo de Estado, y Secretario de Estado y del Despacho Universal de Gracia y Justicia de España y de Indias (...); se le ha expedido el despacho correspondiente a dicha gracia perpetua, y con la libertad del servicio de lanzas y del derecho de la media annata que contiene su concesión, con la denominación que ha elegido de Marqués de Bajamar.

Gaceta de Madrid del martes 15 de marzo de 1791, p. 187 (en AMB, legajo 9, documento 45 y AMB, legajo 2, documento 2).

Pocos días después, el 23 de marzo, el ya I marqués de Bajamar compareció ante el escribano de Madrid, Fernando Fernández de Andrade, al objeto de efectuar los llamamientos oportunos a la
sucesión del título, actuando como testigos Pedro Catalán Enríquez, presbítero, Pío de Torrejón y Antonio Lafont. Designó como heredero del mismo a su hijo Esteban Porlier y Asteguieta, disponiendo que, «en su falta y para después de él», «lo gocen sus hijos, nietos y descendientes legítimos de legítimo matrimonio».

## Historia de los marqueses de Bajamar
- Antonio de Porlier y Sopranis (La Laguna, Santa Cruz de Tenerife, 16 de abril de 1722-Madrid, 7 de noviembre de 1813), I marqués de Bajamar, abogado de los Reales Consejos (1752), académico honorario de la Real Academia de la Historia (1753 y 1813), de la Lengua Española (1756 y 1790), de la de Bellas Artes y de la de Santa Bárbara, fiscal protector de indios en la Real Audiencia de Charcas (1757), oidor de la misma (1765), fiscal de la Audiencia de Lima (1766-1774), del Consejo de Indias en lo tocante a Nueva España (1775), académico honorario de la Academia de San Fernando (1776), cruz pensionada de la Orden de Carlos III (1777), «camarista» de Indias (1780) y procurador general de la Nueva España en el citado Consejo de Indias (1785), secretario del Despacho Universal de Gracia y Justicia de Indias (1787-1790) y ministro de Gracia y Justicia en España (1790-1792), director de la Real Sociedad Económica de Amigos del País de Tenerife (1788), consejero de Estado (1789), Gran Cruz de la Orden de Carlos III (1792), gobernador del Consejo de Indias (1792).[7][8] Era hijo de Esteban Porlier, cónsul de Francia en Tenerife, y de Rita Juana de la Luz Soprani.[7]

Casó en primeras nupcias el 30 de julio de 1765, en el pueblo de Mojo (Bolivia), con María Josefa Sáenz de Asteguieta e Iribarren.
Casó el 6 de julio de 1782, en segundas nupcias, con María Jerónima Daoíz y Güendica.
Le sucedió, de su primera esposa, su hijo:
- Esteban de Porlier y Sáenz de Asteguieta (Sucre, 2 de septiembre de 1768-Madrid, 12 de diciembre de 1836), II marqués de Bajamar, caballero paje del rey Carlos III (1779), capitán del Regimiento de Infantería de la Princesa (1783), edecán del virrey arzobispo Antonio Caballero y Góngora (1786-1788), caballero de la Orden de Santiago (1788), teniente coronel (1790), gentilhombre de Cámara del rey en calidad de supernumerario con destino en el cuarto del infante Antonio (1792), coronel, comandante del Regimiento de Mallorca (1792), teniente coronel agregado al mismo (1800) y al de Voluntarios de Castilla (1803), coronel del de Aragón (1806), comendador de Oreja de la Orden de Santiago desde 1799, segundo comandante general de la cuarta división del ejército de Galicia, vocal del Consejo de Guerra permanente de oficiales generales del sexto ejército (1811), comandante general de la provincia de Mondoñedo y de la primera división de reserva interior, presidente del Consejo permanente de oficiales generales de Asturias y comandante general de la primera división del Ejército de Operaciones (1812), mariscal de campo (1814), comandante general de la segunda división del Ejército de Observación de los Pirineos occidentales, cruz de distinción del Ejército de Portugal y del Ejército de Galicia (1815), cruz de San Fernando de tercera clase por su participación en la Guerra de Independencia Española (1816), gran cruz de San Hermenegildo (1817).[10]

Sin descendencia. Le sucedió su hermano:
- Antonio Domingo de Porlier y Sáenz de Asteguieta (Lima, 4 de julio de 1772-Madrid, 31 de agosto de 1839), III marqués de Bajamar, miembro de la Secretaría de Estado y del Despacho de Gracia y Justicia de Indias (1788-1790), caballero pensionista de la Orden de Carlos III (1789) y de la de San Juan de Jersualén, agregado a las órdenes de José Nicolás de Azara en el ministerio de Roma (1790), secretario de Gracia y Justicia de España e Indias (1790), secretario de la embajada de Lisboa (1793), académico de honor de la de Tres Nobles Artes de San Fernando (5 de enero de 1794) —donde sirvió como contador de la asamblea suprema (1818-1823)—, secretario del Despacho de Estado (1798), oficial primero y, luego, jefe de división del entonces denominado ministerio de Negocios Extranjeros, durante la etapa de dominación francesa, cruz de la Real Orden de España (1809), mariscal de campo de infantería (1814), gran cruz de San Hermenegildo (1817), secretario de la Diputación en Madrid de la Sociedad Económica de Tenerife (1817-1820).[11]

Casó el 1 de julio de 1801 con María Eugenia Miñano y Ramírez (n. 1783), hija única de José Luis Miñano y Daoiz, brigadier de Dragones, y de Mariana Ramírez y Virues. El 4 de agosto de 1840 le sucedió su hijo:
- Donato de Porlier y Miñano (Madrid, 12 de diciembre de 1802-Corella, Navarra, 10 de abril de 1850),[12] IV marqués de Bajamar, maestrante de Sevilla (1805),[13] cadete del Regimiento de Logroño (1821),[14] miembro de la Milicia Nacional de Corella (fl. 1823),[14] caballero supernumerario de la Orden de Carlos III (R. D., 1841; R. D., 1843),[15] secretario con honores de Isabel II,[16] alcalde de Corella (1846-1849),[17] académico de «honor y mérito» de la Academia científica y literaria de profesores de primera educación de la villa de Madrid (1848).[17]

Casó el 1 de agosto de 1831, en la iglesia parroquial de Nuestra Señora del Rosario de Corella, con su tía Josefa Narcisa de Miñano e Irigoyen, hija legítima de Ignacio Luis de Miñano y Daoiz, natural de Corella, oficial mayor de la Secretaría de Gracia y Justicia y caballero pensionado de la Orden de Carlos III, y de María del Pilar Irigoyen y Jáuregui, natural de Ciga en el valle del Baztán. El 31 de mayo de 1859 le sucedió su hijo:
- Antonio José Benito de Porlier y Miñano (Zaragoza, 22 de abril de 1835-Madrid, 13 de marzo de 1885),V marqués de Bajamar, teniente coronel (1876), gran cruz de la Orden de Isabel la Católica, de la de San San Hermenegildo y de la del Mérito Militar, caballero de la Orden de Malta (1855).[19]

Casó el 30 de septiembre de 1866, por poderes, en la parroquial de San Ildefonso de Madrid, con Matilde de Lasquetty y Castro, futura III condesa de Casa Lasquetty, natural de México e hija de Juan Manuel de Lasquetty y Salaverría y su esposa Manuela de Castro y San Salvador. El 30 de abril de 1886 le sucedió su hijo:
- Antonio Eugenio de Polier y Lasquetty (Corella, 6 de septiembre de 1867-Corella, 13 de enero de 1941), VI marqués de Bajamar, IV conde de Casa Lasquetty.[21]

Casó el 31 de octubre de 1895, en la parroquia de Santa María del Juncal de Irún (Guipúzcoa), con Doña Aurelia de Ugarte y Traverse (n. 1872), hija de Simón de Ugarte y Aldama, natural de Respaldiza (Álava), y de Emilia Traverse y Mendiburo, que lo fue de Bilbao. El 7 de julio de 1950, tras solicitud cursada el 16 de noviembre de 1949 (BOE del día 28 de ese mes) y decreto del 31 de marzo de 1950 por el que se convalidaba la sucesión otorgada por la Diputación Permanente y Consejo de la Grandeza de España y Títulos del Reino (BOE del 27 de abril), le sucedió su hijo:
- Antonio Ignacio de Porlier y Ugarte (Madrid, 4 de febrero de 1903-Madrid, 30 de noviembre de 1973), VII marqués de Bajamar, V conde de Casa Lasquetty.[25]

Casó el 22 de mayo de 1941, en la parroquia de la Concepción de Madrid, con María del Dulce Nombre Jarava y Aznar (1910-2005), hija de Francisco de Paula Jarava y Ballesteros, natural de La Solana, y su esposa María Aznar, que lo era de Cartagena. El 10 de octubre de 1974, tras solicitud cursada el 29 de enero de ese mismo año (BOE del 16 de febrero) y orden del 24 de abril para que se expida la correspondiente carta de sucesión (BOE del 13 de mayo), le sucedió su hijo:
- Antonio Francisco de Paula de Porlier y Jarava (Corella, 28 de enero de 1943-Madrid, 10 de marzo de 2024[28]), VIII marqués de Bajamar, VI conde de casa Lasquetty, maestrante de Zaragoza, caballero profeso de la Orden de Montesa, del Real Cuerpo Colegiado de la Nobleza de Madrid, de la Hermandad Santo Cáliz de Valencia y teniente del Cuerpo de Infantería de Marina de la Armada.[29][30]